# Progress Village
Progress Village és una concentració de població designada pel cens dels Estats Units a l'estat de Florida. Segons el cens del 2000 tenia 2.482 habitants.

## Demografia
Segons el cens del 2000, Progress Village tenia 2.482 habitants, 853 habitatges, i 622 famílies. La densitat de població era de 284,4 habitants/km².
Dels 853 habitatges en un 28,5% hi vivien nens de menys de 18 anys, en un 37,9% hi vivien parelles casades, en un 28,1% dones solteres, i en un 27% no eren unitats familiars. En el 22,9% dels habitatges hi vivien persones soles l'11,5% de les quals corresponia a persones de 65 anys o més que vivien soles. El nombre mitjà de persones vivint en cada habitatge era de 2,91 i el nombre mitjà de persones que vivien en cada família era de 3,41.
Per edats la població es repartia de la següent manera: un 30,9% tenia menys de 18 anys, un 7,6% entre 18 i 24, un 23,3% entre 25 i 44, un 23,3% de 45 a 60 i un 14,9% 65 anys o més.
L'edat mediana era de 35 anys. Per cada 100 dones de 18 o més anys hi havia 75,7 homes.
La renda mediana per habitatge era de 27.708 $ i la renda mediana per família de 32.384 $. Els homes tenien una renda mediana de 24.440 $ mentre que les dones 21.521 $. La renda per capita de la població era d'11.781 $. Entorn del 15,1% de les famílies i el 18,4% de la població estaven per davall del llindar de pobresa.

## Poblacions més properes
El següent diagrama mostra les poblacions més properes.